# Арсен Баук
Арсен Баук (Супетар, 7. фебруар 1973) је хрватски политичар. Био је министар државне управе у Владе Републике Хрватске од 2011. до 2016. године.

## Биографија
Основну школу је завршио у Пушићама а средњу у Сплиту 1991. године. Дипломирао је на Природословно-математичком факултету у Загребу 1997. године где је стекао звање професора математике и информатике.
Члан је Социјалдемократске партије од 1991. године. Члан главног одбора Странке је од 2000. године а председник организације Странке у Сплитско-далматинској жупанији од 2010. године. Био је председник Форума младих СДП-а од 2002. до 2005. године.
Био је помоћник министара одбране Рачанове владе Јозе Радоша и Жељке Антуновић од 2000. до 2003. године. Након тога био је члан Извршног одбора СДП-а четири године.
На шестим парламентарним изборима 2008. године изабран је први пут за посланика у Хрватском сабору. У овом мандату био је потпредседник Мандатно-имунитетне комисије, члан Одбора за одбрану, Одбора за међупарламентарну сарадњу као и Одбора за поморство, саобраћај и везе.
На седмим парламентарним изборима 2011. године други пут је изабран у Сабор. После избора мандат за састављање хрватске Владе поверен је Зорану Милановићу, кандидату Кукурику коалиције, који га је изабрао за министра управе 23. децембра 2011. године.